# 天主教特魯瓦教區
天主教特魯瓦教區（拉丁語：Dioecesis Trecensis）是法國一個羅馬天主教教區。屬蘭斯總教區。
教區成立於4世紀初，第一位有文獻記載的主教出現於346年。
教區位於奧布省。2010年有教友210,000人，佔轄區總人口70.9%。教區下轄六十一個堂區，有111名司鐸。現任教區主教為馬爾谷·斯唐熱。